# ریدیلا
ریدیلا (به لاتین: Ridiella) یک منطقهٔ مسکونی در سری‌لانکا است که در استان مرکزی (سری‌لانکا) واقع شده‌است.